# Microcalcarifera interclusa
Microcalcarifera interclusa är en fjärilsart som beskrevs av Walker 1862. Microcalcarifera interclusa ingår i släktet Microcalcarifera och familjen mätare. Inga underarter finns listade i Catalogue of Life.